# Marian Florczyk
Marian Florczyk (ur. 25 października 1954 w Kielcach) – polski duchowny rzymskokatolicki, doktor nauk społecznych, rektor Wyższego Seminarium Duchownego w Kielcach w latach 1994–1998, biskup pomocniczy kielecki od 1998.

## Życiorys
Urodził się 25 października 1954 w Kielcach. Ukończył tamtejsze Technikum Mechaniczne, w 1975 zdał egzamin dojrzałości. W latach 1975–1981 odbył studia filozoficzno-teologiczne w Wyższym Seminarium Duchownym w Kielcach. W trakcie studiów był współzałożycielem kieleckiego oddziału Niezależnego Zrzeszenia Studentów. Na diakona został wyświęcony 29 marca 1980 w bazylice katedralnej Wniebowzięcia Najświętszej Maryi Panny w Kielcach przez biskupa diecezjalnego kieleckiego Jana Jaroszewicza. Święceń prezbiteratu udzielił mu 6 czerwca 1981 również w kieleckiej katedrze następny miejscowy biskup diecezjalny Stanisław Szymecki. W latach 1984–1990 studiował na Wydziale Nauk Społecznych Papieskiego Uniwersytetu Świętego Tomasza z Akwinu w Rzymie, gdzie w 1987 uzyskał licencjat, a w 1990 doktorat z nauk społecznych na podstawie dysertacji Prawa rodziny w nauczaniu społecznym Kościoła.
W latach 1981–1984 pracował jako wikariusz w parafii Chrystusa Króla w Kielcach. W czasie stanu wojennego działał w duszpasterstwie robotników i niósł pomoc internowanym. Od 1991 do 1994 pełnił funkcję diecezjalnego duszpasterza robotników. W 1991 został członkiem rady kapłańskiej, a w 1994 rady duszpasterskiej diecezji kieleckiej. W 1992 został pierwszym opiekunem kieleckiej edycji „Gościa Niedzielnego”. W 1991 rozpoczął prowadzenie wykładów z katolickiej nauki społecznej w Wyższym Seminarium Duchownym w Kielcach. W latach 1994–1998 piastował urząd rektora tego seminarium.
21 lutego 1998 papież Jan Paweł II mianował go biskupem pomocniczym diecezji kieleckiej ze stolicą tytularną Limata. Święcenia biskupie otrzymał 18 kwietnia 1998 w kościele św. Józefa Robotnika w Kielcach. Udzielił mu ich kardynał Franciszek Macharski, arcybiskup metropolita krakowski, w asyście biskupów kieleckich: diecezjalnego – Kazimierza Ryczana i pomocniczego – Mieczysława Jaworskiego. Jako zawołanie biskupie przyjął słowa „Veritas liberabit vos” (Prawda was wyzwoli). Został ustanowiony wikariuszem generalnym diecezji. W diecezji kieleckiej zainicjował spotkania młodzieży na Błoniach Wiślickich, rowerowe majówki rodzin do Kaczyna oraz spotkania integracyjne dzieci i młodzieży niepełnosprawnej na lotnisku w Masłowie.
W strukturach Konferencji Episkopatu Polski został delegatem ds. Duszpasterstwa Sportowców oraz członkiem Rady ds. Duszpasterstwa Młodzieży i Rady ds. Społecznych (w której objął funkcję przewodniczącego). Ponadto wszedł w skład Komisji Nadzorczej Krajowego Biura Organizacyjnego Światowych Dni Młodzieży oraz Rady Stałej. W 2018 wziął udział w sesji Synodu Biskupów o młodzieży. W 2019 papież Franciszek mianował go członkiem Papieskiej Rady ds. Kultury, a w 2023 Dykasterii ds. Kultury i Edukacji.
W 2005 był współkonsekratorem podczas sakry biskupa pomocniczego kieleckiego Kazimierza Gurdy.

## Odznaczenia i wyróżnienia
W 2015 nadano mu Odznakę Honorową Województwa Świętokrzyskiego, a w 2022 honorowe obywatelstwo powiatu kieleckiego.